# Теодор Фонтане
Теодор Фонтане (на немски: Theodor Fontane) е германски белетрист и поет. Роден е в Нойрупин в семейството на хугеноти. Определят го като най-значимия представител на „поетическия реализъм“ в немската литература на XIX век.

## Живот
Теодор Фонтане е роден на 30 декември 1819 г. в Нойрупин, смятан за „най-пруския от всички градове в Прусия“. След завършване на гимназиалното си образование и професионално училище Фонтане става потомствен аптекар. Започва литературната си дейност в края на 30-те години, когато пише стихове. Като кореспондент на консервативни пруски вестници живее дълго във викторианска Англия и публикува няколко книги с очерци и репортажи за „родината на Уолтър Скот“, когото смята за свой кумир. Създава си име с подражанията на шотландски народни балади. През 1862–1882 г. издава пет тома с художествени пътеписи „Странствания из земите на Бранденбург“, които му донасят широка популярност. В края на живота си изоставя журналистиката и се отдава на писането на романи, в които пресъздава живота на пруското общество. Първия си „пруски роман“ написва на 56-годишна възраст.
Теодор Фонтане умира на 20 септември 1898 г. в Берлин. Като принадлежащ към френската протестантска църква той е погребан в берлинското хугенотско гробище.

## Творчество
Теодор Фонтане е автор на многочислени драми, стихотворения, биографии, исторически повествования, критически и публицистични статии, както и на поредица от романи, сред които личат „Пред буря“ (1878), „Грете Минде“ (1880), „Граф Петьофи“ (1884), най-известният му роман „Ефи Брист“ (1895) и „Щехлин“, публикуван посмъртно през 1899 г.
Фонтане създава своите творби в епохата на „Грюндерцайт“ (основополагането). Според художествените му възгледи романът „трябва да бъде картина на времето, което лично познаваме или за което са ни разказали нашите родители“. В това отношение най-известен е цикълът му „берлински романи“ – „Блудницата“ (1882), „Шах фон Вутенов“ (1883), „Сесил“ (1887), „Лутания“ (1888), „Стине“ (1890) и „Госпожа Джени Трайбел“ (1892).

### Романи, новели, разкази
- Geschwisterliebe, 1839
- Zwei Post-Stationen, 1845
- James Monmouth, 1854
- Tuch und Locke, 1854
- Goldene Hochzeit, 1854
- Ein Sommer in London, 1854
- Vor dem Sturm, 1878
- Grete Minde, 1880
- Wanderungen durch die Mark Brandenburg, 1880
- Ellernklipp, 1881
- L'Adultera (Die Ehebrecherin), 1882 (Блудницата)
- Schach von Wuthenow, 1882

- Graf Petöfy, 1884
- Unterm Birnbaum, 1885
- Cécile, 1887
- Irrungen, Wirrungen, 1888
- Fünf Schlösser, 1889
- Stine, 1890
- Quitt, 1891
- Unwiederbringlich, 1891
- Frau Jenny Treibel, 1892
- Meine Kinderjahre, 1894
- Von vor und nach der Reise, 1894
- Effi Briest, 1894/95 (Ефи Брист)
- Die Poggenpuhls, 1896
- Der Stechlin, 1898
- Mathilde Möhring, 1906 (postum)

### Балади и поеми
- Gedichte, 1851
- Archibald Douglas, 1854
- Die zwei Raben, 1855
- Das Trauerspiel von Afghanistan, 1858
- Balladen, 1861
- Gorm Grymme, 1864
- Die Brück' am Tay, 1880
- John Maynard, 1885
- Herr von Ribbeck auf Ribbeck im Havelland, 1889
- Aber es bleibt auf dem alten Fleck, 1895
- Ausgang, 1895

## Признание

### Отличия
- Hausorden der Wendischen Krone (1871)
- Ehrendoktor der Philosophischen Fakultät der Humboldt-Universität zu Berlin
- Roter Adlerorden
- Schiller-Preis (1890)

### Почести
- На живота и творчеството на Теодор Фонтане са посветени Theodor Fontane Gesellschaft и Theodor-Fontane-Archiv.
- На името на Теодор Фонтане са наречени няколко немски художествени и литературни награди.
- По случай 150-ата годишнина от рождението на Теодор Фонтане пощата на ГДР издава през 1969 г. възпоменателна марка с лика на писателя.

## На български
- Теодор Фонтане, Ефи Брист. Роман. Превод от немски Димитър Стоевски. София: Народна култура, 1963, 1982; Пловдив: Христо Г. Данов, 1992
- Теодор Фонтане, Блудницата. Роман. Превод от немски Мария Димитрова. София: Атлантис, 1991